# Јагол Доленци
Јагол Доленци (мкд. Јагол Доленци) су насеље у Северној Македонији, у западном делу државе. Јагол Доленци припадају општини Кичево.

## Географија
Насеље Јагол Доленци је смештено у западном делу Северне Македоније. Од најближег већег града, Кичева, насеље је удаљено 16 km северно.
Јагол Доленци припадају горњем делу историјске области Кичевија. Село је положено у североисточном делу Кичевског поља. Северно од села издиже се планина Добра вода, а источно се издиже планина Человица. Надморска висина насеља је приближно 810 метара.
Клима у насељу је планинска због знатне надморске висине.

## Становништво
Јагол Доленци су према последњем попису из 2002. године имали 13 становника.
Већинско становништво су етнички Македонци (100%).
Претежна вероисповест месног становништва је православље.